# 亲爱的百年客人
《親愛的百年客人》（韓語：자기야 백년손님）是韓國SBS的綜藝節目，由金垣喜等人主持。

節目原名稱《明星夫妻秀》（韓語：스타부부쇼 자기야），2009年6月19日開播，主軸為邀請藝人明星夫妻或親人，上節目分享夫妻或親人間的生活點滴，於2013年6月6日改版為現今的《親愛的百年客人》，2018年9月29日停播。